# Централен стадион (Казан)
Централният стадион е многофункционален стадион в гр. Казан - столицата на Република Татарстан, Русия.
На него домакинските си мачове играе местният футболен клуб „Рубин“. Първият мач, игран на стадиона, е между „Искра“ (Казан) и „Металург“ (Каменск).
Открит е през 1960 г. Има 133 ВИП места. Стадионът побира 30 000 зрители, но през 2012 г. местата са намалени до 26 900. Реконструирани са атлетическата писта и източната трибуна.